# Un amour ne meurt jamais
Un amour ne meurt jamais (A Valentine's Date ou Your Love Never Fails) est un téléfilm américain réalisé par Michael Feifer, diffusé le 4 février 2011 sur Hallmark Channel.

## Synopsis
Laura a beaucoup de difficultés à concilier vie professionnelle et vie privée. Elle est séparée de son mari Dylan depuis 6 ans et, pour son travail, elle a emménagé à New York avec sa fille Kelsey. Dylan, qui vit au Texas, a lancé une procédure pour obtenir la garde de l'enfant. Laura et sa fille s'y rendent pour voir le juge. La première confrontation est explosive et le juge contraint Laura à rester pour trouver un terrain d'entente. Elle va découvrir que Dylan n'est plus tout à fait l'homme qu'elle a quitté…

## Fiche technique
- Titre original : A Valentine's Date
- Titre original du DVD : Your Love Never Fails
- Réalisation : Michael Feifer
- Scénario : Michael Feifer, Peter Sullivan (en)
- Photographie :
- Musique : Andres Boulton
- Pays : États-Unis
- Durée : 96 minutes

## Distribution
- Elisa Donovan (VF : Dominique Westberg) : Laura Conners
- Brad Rowe (VF : Damien Boisseau) : Dylan
- Tom Skerritt (VF : Bernard Tiphaine) : Jack Conners
- Fred Willard (VF : Patrick Préjean) : Paul
- Catherine Hicks (VF : Élisabeth Fargeot) : le juge Cramer
- John Schneider (VF : Patrick Béthune) : le pasteur Frank
- Kirstin Dorn (VF : Alice Orsat) : Kelsey
- Victoria Pratt (VF : Marjorie Frantz) : Anne Marie
- Tracey Gold (VF : Céline Monsarrat) : Samantha Pierce
- Caia Coley : Judy
- Robert Neary : Dan
- Anna Barnholtz : Cathy
- Vail Bloom : Beth
- Keegan Baylee Coppola : Jennifer

Sources et légende : Version française (VF) selon le carton de doublage.